# Construcción ecológica

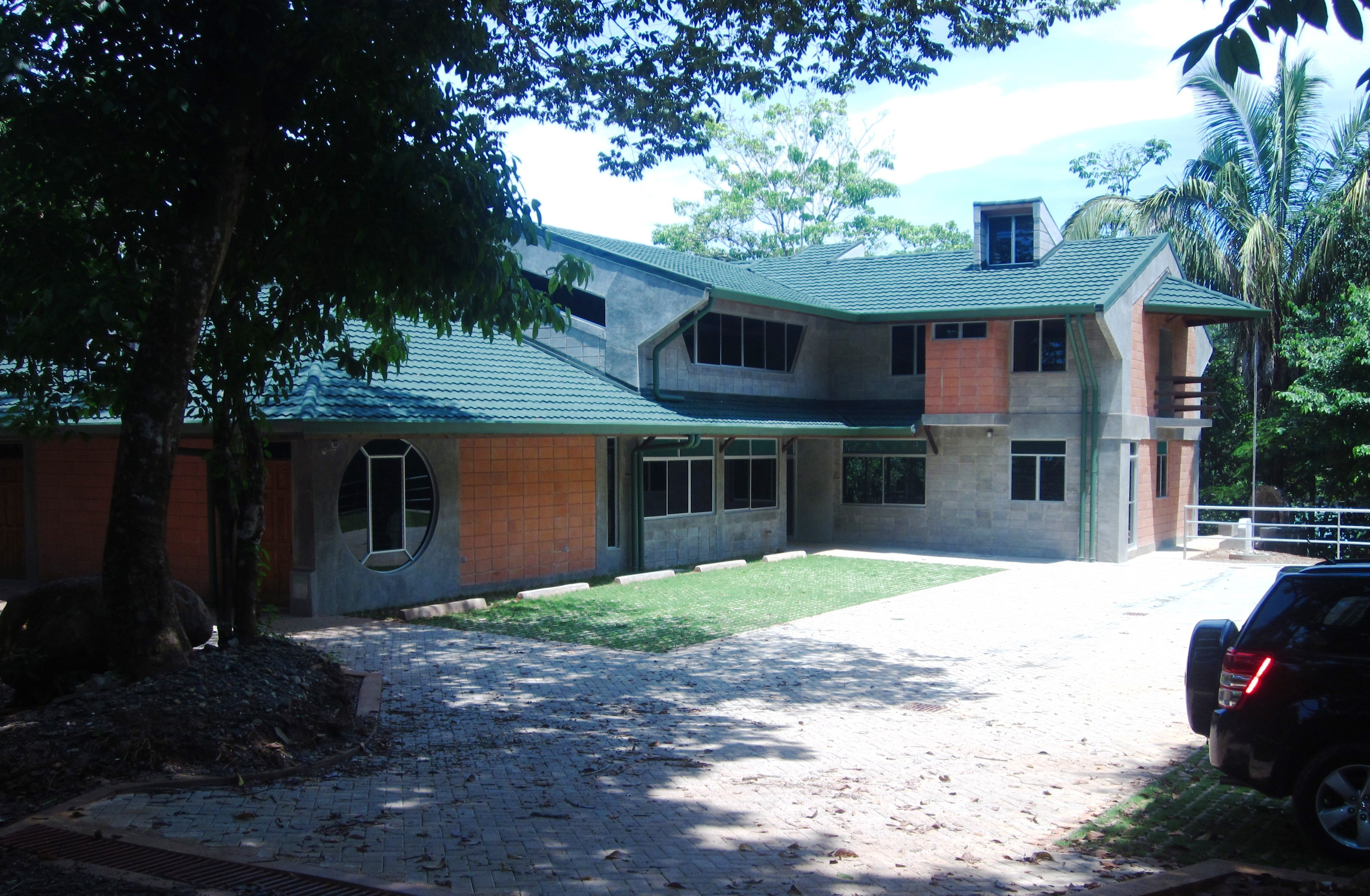
Casa de guardabosques en Parque Nacional Manuel Antonio en Quepos, Costa Rica, con múltiples técnicas de la arquitectura bioclimática, como: paredes en ladrillo de arcilla de la zona, combinados con bloques grises para mimetizarse con el paisaje, ventilación cruzada, extractores de aire pasivos tipo chimenea con efecto Venturi, cubiertas aisladas e intraventiladas, inodoros, grifos y duchas ahorradoras de agua, doble altura central como termorregulador, ubicación estratégica para optimizar los vientos de sotavento y barlovento, energía hidroeléctrica luces led y construida con protocolos de construcción verde y sostenible. Diseñada por el experto bioclimático Ibo Bonilla.

Construcción ecológica, construcción verde o construcción sustentable o sostenible se refiere a las estructuras o procesos de construcción que sean responsables con el ambiente y ocupan recursos de manera eficiente durante todo el tiempo de vida de una construcción. Este tipo de construcción busca evitar y, en algunos casos, deshacerse de la contaminación del medio ambiente. Dentro de la construcción ecológica encontramos la arquitectura bioclimática, enfocada en la optimización del uso de la energía a través de la adaptación de los edificios a las condiciones climáticas de su entorno.

## Historia
Las viviendas históricamente se construían como un orgullo personal primero y lógicamente comunitario. Con el tiempo incluso llegaron a ser un signo de distinción y aparecieron palacios y edificios emblemáticos como los que creó el modernismo catalán en la Barcelona de principios del siglo XX o el racionalismo en la Europa de los cielos grises. Primero con las colonias fabriles de la revolución industrial y luego tras las guerras fratricidas y violentas que marcaron la primera mitad del siglo XX, la vivienda dejó de ser un elemento cultural para convertirse tan sólo en un espacio de alojamiento imprescindible para garantizar la productividad de los trabajadores. Esta visión llega a su paroxismo con la vivienda-dormitorio que se erigió en los barrios periféricos de las grandes metrópolis.
Hace unas décadas se tomó conciencia de la importancia que para el desarrollo humano tiene la vivienda. Que no basta con tener un cobijo, sino que éste debe ser saludable y confortable. Sin embargo, la construcción moderna se lanzó a la productividad sin valorar la ingente cantidad de venenos ambientales en forma de substancias volátiles, de materiales cancerígenos, de espacios sin ventilación y derrochadores de energía empleados. Para empeorar la situación, el sector de la construcción tomó las riendas de la economía de estas últimas décadas en España con pocos escrúpulos respecto los criterios ambientales. La economía del ladrillo se basó en la temporalidad, la mano de obra barata de inmigrantes y la irracionalidad de construir barato, con materiales de baja calidad para obtener el máximo beneficio.

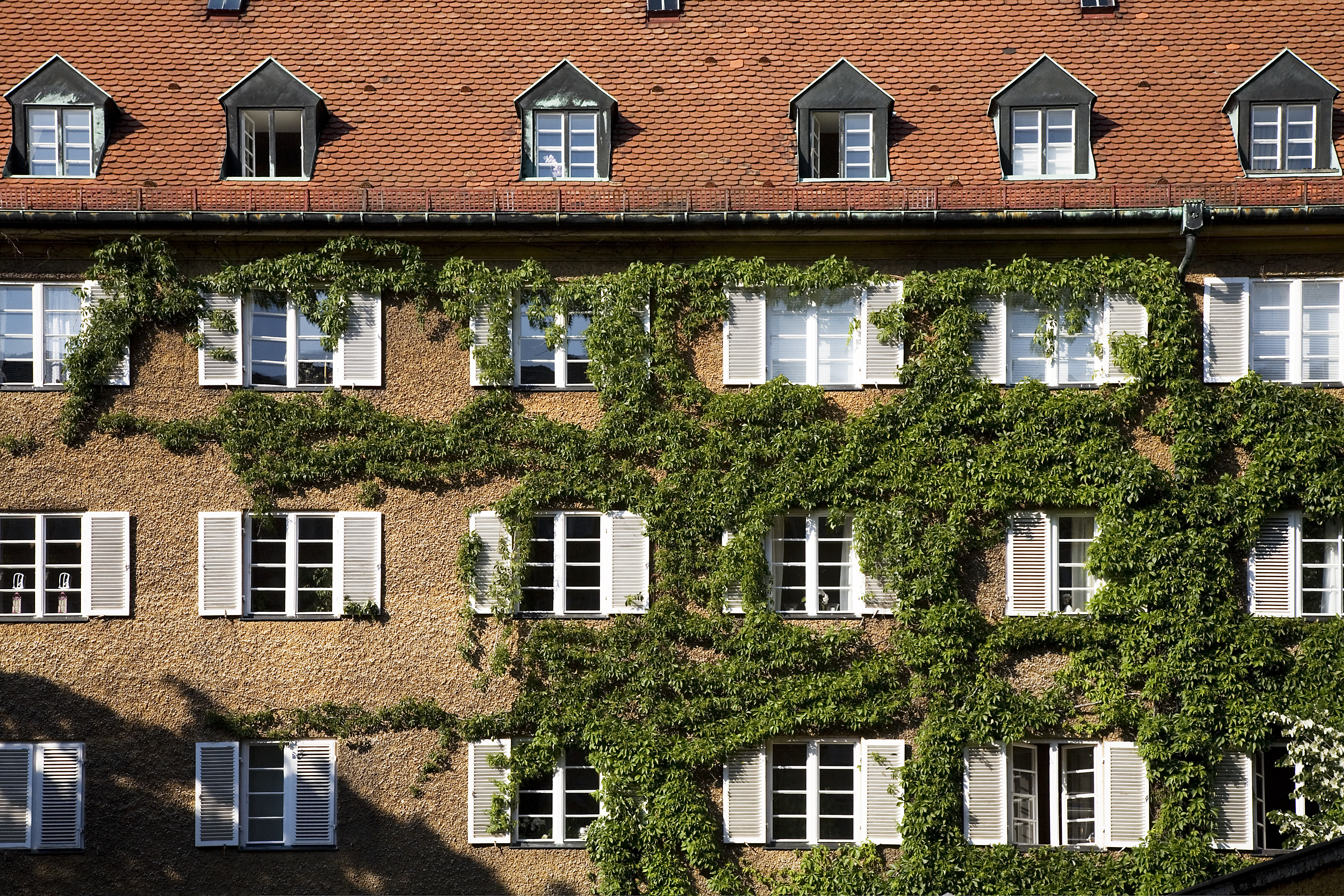
Múnich -arquitectura bávara

Frente a esta epidemia social aparece la bioconstrucción y los criterios verdes, la arquitectura diseñada para construir viviendas saludables, con materiales ecológicos, renovables, climatizadas con energía solar, geotérmica e iluminadas de forma natural. Viviendas que conviven con espacios vegetales, ya sea a su alrededor con las propias cubiertas. Moradas en las cuales el agua se reaprovecha antes de que su simple uso la convierta en un residuo. La construcción con criterios ecológicos es la mejor opción para hacer realidad una vivienda menos agresiva con el entorno y más saludable para nuestros seres queridos.

## Buenas prácticas de diseño

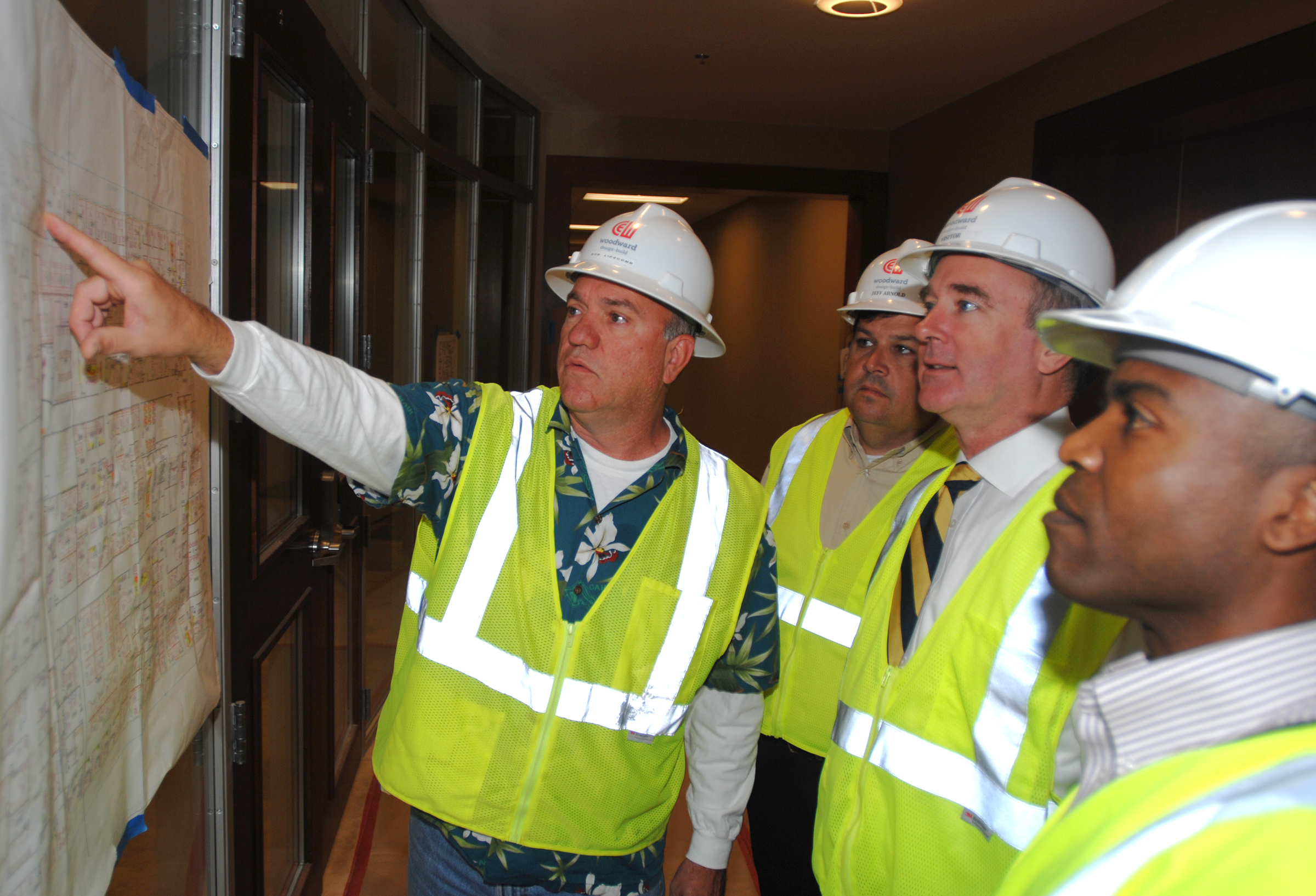
Planificación de una construcción

A veces se piensa que para construir sostenible se tienen que llevar a cabo complejos análisis y estudios del proyecto, e integrar a complicadas tecnologías y sistemas avanzados que nos permitan alcanzar considerables ahorros de energía, pero esto no siempre es así. No se habla de que la implementación de tecnologías para hacer más eficientes las construcciones esté mal, lo que sí está claro es que no se puede abusar de estos elementos para resolver situaciones de diseño que pudieran ser fácilmente resueltas desde el origen mismo del proyecto. El hecho de tomarse un momento para analizar el reto que representa un nuevo proyecto, comprende cómo se relaciona esta posible construcción con su contexto inmediato, con su clima, con su orientación, con su topografía, con el todo, es lo que nos permitirá tomar las decisiones que harán más eficientes a la arquitectura.
Las buenas prácticas de diseño además de hacer más eficientes a la arquitectura y a la construcción, las hacen menos costosas en términos de su consumo de energía, lo que se refleja en los costos de operación y además reduce el impacto de su huella de carbón sobre el mundo. Dichas prácticas están afuera, por miles de años los seres humanos las hemos aplicado, basta ver la arquitectura vernácula, hemos construido espacios eficientes por siglos, casas frescas en el desierto, en la costa, sin la necesidad del aire acondicionado. El llevar a cabo buenas prácticas de diseño no es más costoso que el tomarse un momento para analizar el problema.

## Materiales para construcción ecológicos convencionales
Construcción con paja:

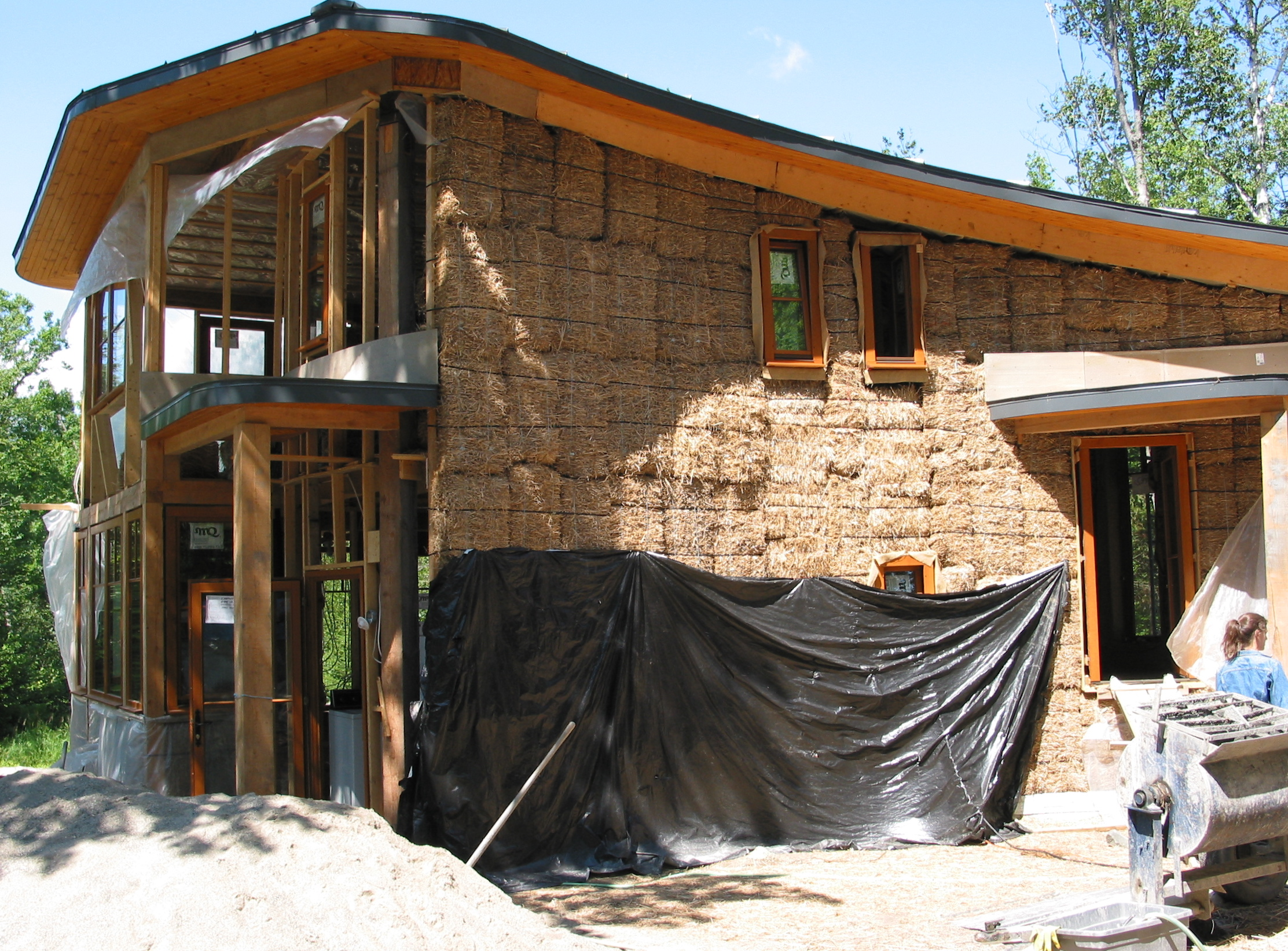
Construcción con pacas de paja

Según Roger L. Welsch, historiador del estado de Nebraska e investigador sobre los orígenes de las construcciones de paja, fue entre 1886 y 1887 cuando se construyó el primer módulo de paja, cerca de Bayard, Nebraska, Estados Unidos. Se usó como un cuarto o salón de escuela. El uso de esta técnica se esparció entre los años 1915 y 1930; se abandonó su práctica a finales de los años 40 y se retomó en la década de los setenta. La construcción de casas con pacas de paja es un sistema sencillo que puede ser aprendido en pocos días y en el que todos pueden participar. Se requiere menor labor especializada y menos tiempo de construcción que los métodos tradicionales, como el del concreto. Al utilizar las pacas de paja, probablemente lo más ecológico que puede usarse en una vivienda para la construcción, se disminuye la cantidad de desechos agrícolas que son quemados, minimizando la contaminación atmosférica y calentamiento global.
Las pacas tienen mayor capacidad de aislamiento térmico que la madera, los ladrillos e incluso el adobe. Esta característica es ideal para zonas con clima extremoso, pues se reduce el gasto de energía que requiere enfriar y calentar una construcción.
La eficacia térmica se mide con el valor “R” de resistencia al flujo de calor. La resistencia al flujo del calor de las pacas de paja es igual a 42.8. Es preferible utilizar paja de trigo o avena, pero también se puede utilizar la del sorgo sin semillas. Las pacas deben ser solamente de “popote”, que se obtiene después de cosechar la semilla.
Construcción con bambú:

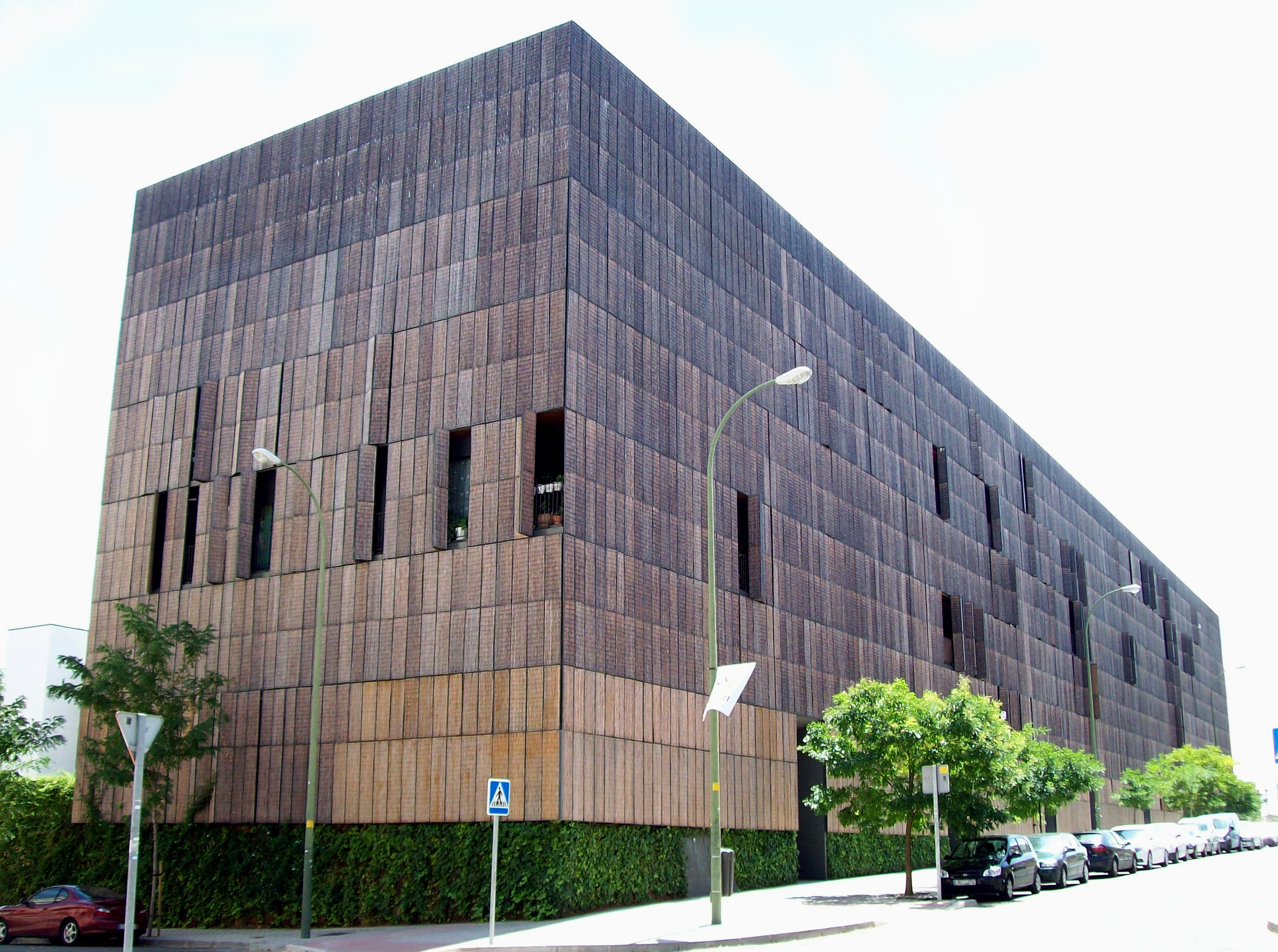
Edificio construido con bambú (Madrid)

El bambú es una gramínea leñosa que se renueva naturalmente cada siete años y que no necesita de la utilización de plaguicidas ni fertilizantes si se cultiva de manera adecuada. Según la especie puede crecer entre 7.5 y 40 cm diarios y alcanzar los 40 m en tres o cuatro meses.
Se aplican pilares, cubiertas, techos, muros o revestimientos. Si se usa para la estructura se necesita su máxima resistencia (cuanto más obscuros el bambú más blando es) y elasticidad. En Latinoamérica y en Asia se utiliza la caña entrelazada mediante estructuras de nudos. Para revestimientos se puede presentar en forma de paneles.
Construcción con adobe:
El adobe está formado por una masa de barro (arcilla, arena y agua) mezclada a veces con paja, fibra de coco o incluso estiércol, moldeadas en forma de ladrillo y secada al sol durante 25-30 días. La mezcla principal lleva un 20% de arcilla y un 80% de arena y agua. Su energía incorporada es de 0,4 MJ/KG. Cuanta más energía incorporada tiene un material de construcción, mayor energía se ha gastado durante su elaboración.
El adobe es un buen aislante acústico y tiene una gran inercia térmica, por lo que sirve de regulador de la temperatura interna: en verano conserva el frescor y durante el invierno, el calor. Si está bien ejecutada y el mantenimiento es bueno, una construcción de adobe puede durar unos cien años o más. 
Algunas alternativas para el adobe pueden ser la Tapia y la Cannabric.

## Materiales para construcción a partir del reciclaje
Blocks de Pet:

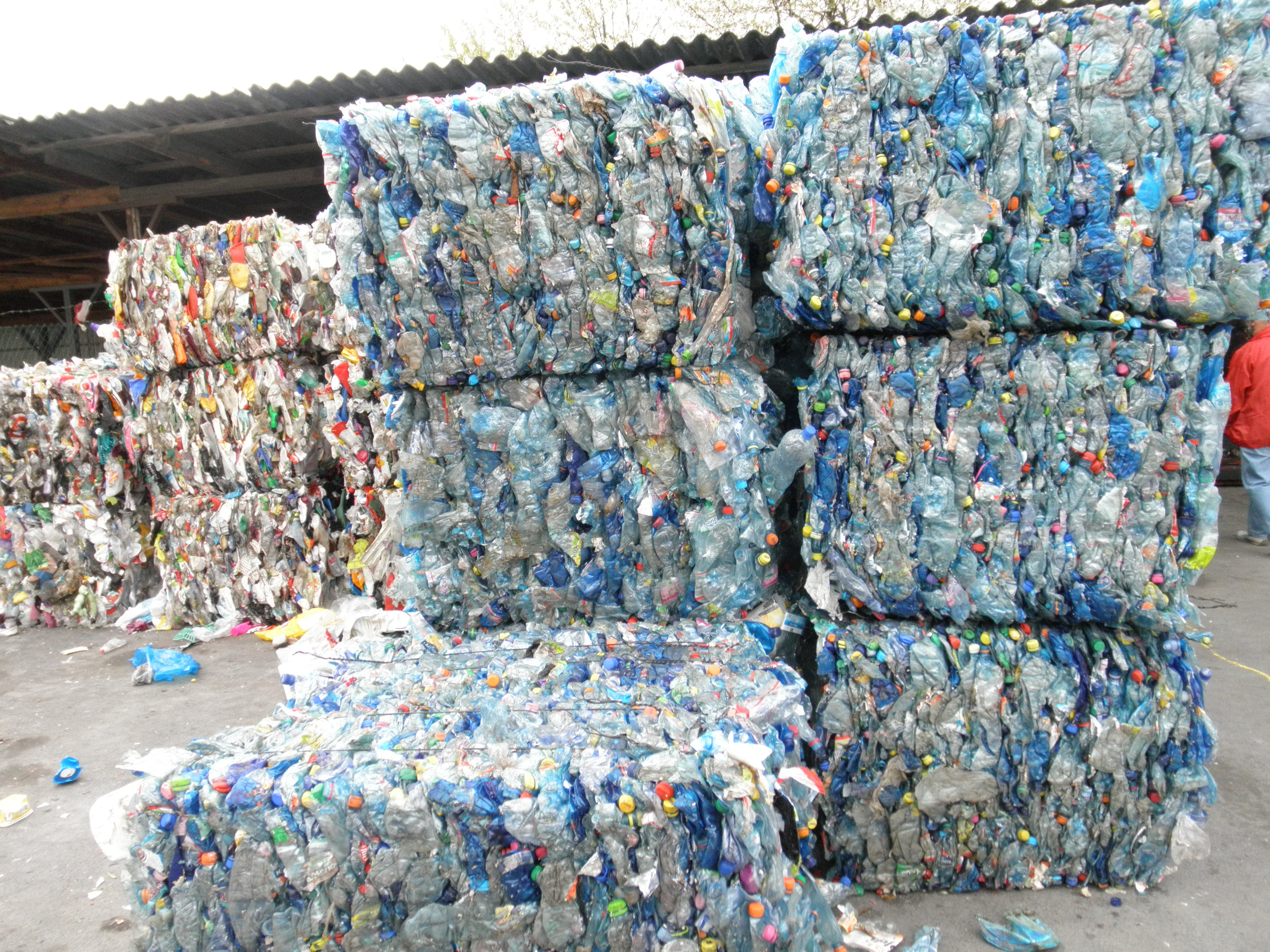
Pacas de botellas PET

Surge del éxito de módulos y proyectos para azoteas verdes, a partir de ahí se materializaron bloques de plástico reciclado (polietileno de alta densidad) para la edificación de vivienda nueva o incluso para remodelaciones. Las ventajas que presenta son el ahorro en desperdicio de materiales, se agiliza el tiempo de construcción, se economiza en cimentaciones, se reduce hasta un 60% del uso de acero y el 70% de concreto y mortero, además de que es un excelente aislante acústico y térmico y resulta muy funcional en muros divisorios y de carga ya que soporta hasta 750kg/m2 con claros de hasta 6mt y con construcciones de hasta tres pisos.
Gracias a su flexibilidad y resistencia, en caso de sismo, demuestra una excelente respuesta, a diferencia de otros materiales, además de que en costos de obra posibilita un ahorro de hasta el 40%. Por todas estas características es muy bien usado en plantas industriales, autoservicios y por supuesto viviendas.
Laminas de pet:
Para fabricarlas se utiliza polietileno y polipropileno, que se obtiene de las bolsas y envolturas de plástico que se recolectan en las barrancas de la zona, así como de material de embalaje desechado. Luego de moler ambos materiales, se someten a un proceso de prefundición, a 250 grados centígrados, se integra el color, se pasa a un sistema de calandriado, donde se da el espesor al material y enseguida cae a un molde de vaciado. La materia prima es transformada en láminas de plástico para techos con una vida libre de mantenimiento de 20 años.
Estas láminas son reconocidas por su perfil ecológico, pues se recicla plásticos de desecho y no contamina, además de que no se funde el plástico, sino que se reblandece y se moldea. Dentro de sus características destacan su vida útil, son térmicas, son prácticamente irrompibles, fáciles de manipular, no son ruidosas ante la lluvia, etc.

## Elaboración de ladrillo ecológico
Estos tipos de ladrillo ecológico no contaminan el ambiente con CO, que aumentan la contaminación, como lo hace el ladrillo común de tabique ya que usando esta técnica de elaboración no se depende del tabique para el cocido sino que usa directamente la luz solar para el secado y estén listos para la construcción.

## Ventajas del ladrillo ecológico
Es muy rentable económicamente ya que su inversión requiere menos de la mitad de lo que costaría invertir en el ladrillo común hecho en arcilla.
Algunas ventajas del ladrillo ecológico  dependiendo del material con que se construya, unas estarán más potenciadas que otras. Pero en general sus ventajas son: Menor perjuicio para la naturaleza, ya que su fabricación requiere menos energía y residuos así como el reciclaje de otros materiales de desecho. Son mejores aislantes del frío y del calor exterior, con lo que se gasta menos energía en el hogar. En algún caso son más económicos que los convencionales, pero cuando no es así, al ser mejores aislantes, el ahorro de energía amortiza la diferencia. Los materiales de los ladrillos ecológicos hacen que éstos sean más ligeros y manejables para el trabajador agilizando el tiempo de construcción y disminuyendo los gastos.

## Desventajas del ladrillo ecológico
La desventaja de los ladrillos ecológicos es que están empezando a entrar en el mercado y en algunas zonas aún no se consiguen y hay que pedirlos. También tienen otra desventaja derivada de lo nuevo de este producto y es que, de momento, no existen variedades decorativas como los convencionales para decorar fachadas, muros, jardines, etc.

## Materiales y modo de preparación
Para el ladrillo ecológico compactado, se necesitan botellas recicladas de 2 L y un embudo para llenar la botella; como materiales, arena, tierra barro o grava y una varilla para ir empujando el material que se utilice al ir llenando las botellas y sacar todo el oxígeno para que no queden burbujas de aire.Se llena a proporción, primero hasta la mitad, luego tres cuartos y por último hasta llenarla completamente y cerrarla bien. Se obtiene así un ladrillo compactado cilíndrico listo para construir.

## Futuros proyectos de construcción con materiales reciclados
Como ya se ha mencionado el uso de materiales reciclados o bien sacados directamente de la basura también ha sido implementado en el proceso de construcción. Un equipo en la Universidad Andrés Bello, Venezuela, en conjunto con la empresa Golden Concret está trabajando para transformar residuos domiciliarios (comida, plásticos, papeles, etc.) en paneles, ladrillos y otros materiales de construcción. Estos están pensados para que no transmitan infecciones ni tampoco tengan un olor desagradable.
También el arquitecto Michael Reynolds se ha dedicado a la construcción de lo que el llama “earthships” que son casas estilo búnker fabricadas de materiales naturales y reciclados y que al final son casas sostenibles.

## Materiales para construcción de hormigón

### Bloque de hormigón
Tiene como característica principal que está hecho de hormigón celular, de lo cual se obtiene un ahorro energético de por vida y disminuye los costos de calefacción en invierno y mantiene un ambiente fresco en verano. Dentro de la estructura del bloque de hormigón podemos encontrar los siguientes beneficios:
- Aislamiento térmico en muros
- Construcción tradicional antisísmica
- Es resistente al fuego
- Construcción rápida
- Hay limpieza en la obra de construcción
- Es resistente a la humedad
- No es tóxico y es ecológico

## Futuros proyectos de construcción con hormigón

### Hormigón sustentable con cenizas de arroz
Hasta el momento este material está bajo investigación en las manos de Franco Zunino, alumno de Ingeniería y Gestión de la Construcción de la UC, junto al profesor Mauricio López. La intención es fabricar un hormigón más sustentable a partir de la sustitución de cemento por ceniza de cascarilla de arroz. 
El objetivo de la investigación es determinar los efectos en resistencia y durabilidad de la sustitución parcial de cemento por la ceniza de cascarilla de arroz en mezclas de hormigón. Entre los resultados es posible sustituir hasta un 20% de cemento puro en una mezcla sin afectar su resistencia, produciendo a la vez un concreto durable y con una menor emisión final de gases de invernadero.